# John Petrie Dunn
John Petrie Dunn   (Edimburg, 26 d'octubre de 1878 - Edimburg, 4 de febrer de 1931) fou un pianista escocès.
Estudià piano a Londres de 1899 a 1902 i a Stuttgart, tenint per professors a Tob, Tobias Matthay i en Max von Pauer. El 1899 aconseguí la bossa e viatge Bucher, de la Universitat d'Edimburg, i el 1900 treballà en el festival musical de Stuttgart: el 1904 va fer una gira de concerts amb Jan Kubelík. Tant a Alemanya com a Anglaterra i Escòcia aconseguí grans èxits. Els últims anys els passà com a professor de piano en el Conservatori de Stuttgart.